# Дорога зі скла: LIVE
«Дорога зі скла: LIVE» — п'ятий концертний альбом українського вокального дуету «ТЕЛЬНЮК: Сестри», який вийшов у 2012 році. Треки з 1 по 10 записані під час концерту у Київській академічній майстерні театрального мистецтва «Сузір'я» 27 червня 2012 року студією звукозапису «Комора». Треки з 11 по 15 записані та зведені на студії звукозапису «Комора» протягом 2012 року.

## Композиції
Трек-лист:
1. Дорога зі скла I (Сезон безнадії III)
2. «Я згоряю від ніжності — я обличчя твоє ліплю…»
3. Два трансатлантичні сонети
4. Світ
5. Туман
6. Автопортрет без ревнощів
7. Новий закон Архімеда
8. «Я завше вдома поміж днем і сном…»
9. New York, NY
10. «Відлопотиш дощами за ворота…»
11. Теорема
12. «Хлопчику, хлопчику, знято з підрамника…»
13. «…А все-таки я вас любила…»
14. Нічні метелики (…а музика щемна в крові розгалузила стебла…)
15. Ранок

## Музиканти
У створенні синглу брали участь:
- Галя Тельнюк — спів
- Леся Тельнюк — спів, рояль
- Святослав Боровик — віолончель
- Ігор Пацовський — віолончель
- Максим Римар — віолончель

Музика до всіх пісень: Леся Тельнюк
Аранжування: Олександр Мельник (1-4, 6, 14, 15), Роман Суржа (5, 7, 8, 10-13)
Тексти: Оксана Забужко (1-3, 6, 7, 9-14), Галя Тельнюк (4, 5, 15), Райнер Марія Рільке(переклад з німецької Юрія Андруховича) (8)